# Saison 2020-2021 de l'Amiens SC
 (juillet 2023).
Si vous disposez d'ouvrages ou d'articles de référence ou si vous connaissez des sites web de qualité traitant du thème abordé ici, merci de compléter l'article en donnant les références utiles à sa vérifiabilité et en les liant à la section « Notes et références ».
Maillots
Chronologie
Saison précédente Saison suivante
La saison 2020-2021 de l'Amiens SC est la saison sportive de juillet 2020 à mai 2021 de l'Amiens Sporting Club, club de football situé à Amiens.
Cette saison voit le club évoluer dans deux compétitions : la Ligue 2, deuxième niveau du football français et la Coupe de France.

## Résumé de la saison
Le 28 septembre 2020, deux jours après un match nul zéro à zéro face au Pau FC, un promu, l'Amiens SC se sépare de son entraineur Luka Elsner alors que le club est en 15e position. Ce limogeage arrive une semaine avant la fin du mercato alors que l'équipe est encore en construction, alors même que le président Bernard Joannin avait annoncé mi-septembre attendre la mi-octobre et la fin du mercato pour juger de la situation. Les entraineurs adjoint Oswald Tanchot et Romain Poyet assurent l'intérim.

## Joueurs et encadrement technique

### Effectif et statistiques
Les tableaux suivant présentent les joueurs et l'encadrement technique de l'Amiens SC ayant fait partie de l'effectif de la saison 2020-2021 .
| P     | N° | Joueur                  | Âge    | Depuis | Ch. app. | Ch. tit. | But inscrit | Passe décisive | CF. app. | But inscrit |
| ----- | -- | ----------------------- | ------ | ------ | -------- | -------- | ----------- | -------------- | -------- | ----------- |
| G     | 30 | Grégoire Coudert        | 21 ans | 2020   | 2        | 2        |             |                |          |             |
| G     | 1  | Régis Gurtner           | 33 ans | 2015   | 31       | 31       |             |                |          |             |
| G     | 16 | Yohann Thuram-Ulien     | 31 ans | 2020   | 5        | 5        |             |                | 2        |             |
| DD    | 13 | Mickaël Alphonse        | 30 ans | 2020   | 34       | 33       | 3           | 3              |          |             |
| DD    | –  | Youssouf Assogba        | 18 ans | 2020   | 9        | 6        |             |                |          |             |
| DC    | 27 | Aurélien Chedjou        | 35 ans | 2019   | 1        | 1        |             |                |          |             |
| DG    | 8  | Racine Coly (→prêt)     | 24 ans | 2021   | 15       | 13       |             | 1              | 1        |             |
| D     | 25 | Rafael Bandeira Fonseca | 18 ans | 2020   | 2        | 2        |             |                | 1        |             |
| DC    | 2  | Prince-Désir Gouano     | 26 ans | 2017   |          |          |             |                |          |             |
| DD    | 35 | Valentin Gendrey        | 20 ans | 2020   | 20       | 17       |             |                | 1        |             |
| DG    | 3  | Adam Lewis (→prêt)      | 20 ans | 2020   | 9        | 6        |             |                |          |             |
| DC    | 21 | Nathan Monzango         | 19 ans | 2020   | 19       | 16       |             |                | 1        |             |
| DC    | 4  | Nicholas Opoku (→prêt)  | 22 ans | 2020   | 27       | 27       |             | 1              | 2        |             |
| DG    | 18 | Sanasi Sy               | 21 ans | 2018   | 7        | 5        |             |                |          |             |
| DC    | 5  | Molla Wagué (→prêt)     | 29 ans | 2020   | 24       | 24       | 1           |                | 2        |             |
| MC    | 17 | Alexis Blin             | 23 ans | 2018   | 36       | 34       | 1           | 1              | 2        | 2           |
| MC    |    | Eddy Gnahoré            | 26 ans | 2018   |          |          |             |                |          |             |
| MC    | 22 | Iron Gomis              | 20 ans | 2020   | 35       | 31       | 2           | 1              | 2        |             |
| M     | 31 | Mathis Lachuer          | 19 ans | 2020   | 12       | 5        |             |                | 1        |             |
| M     | 12 | Emmanuel Lomotey        | 22 ans | 2020   | 26       | 22       | 2           | 1              | 1        |             |
| M     | 10 | Arnaud Lusamba          | 23 ans | 2020   | 29       | 27       | 2           | 7              | 1        |             |
| M     | –  | Mohamed Ouhatti         | 19 ans | 2020   | 2        | 0        |             |                |          |             |
| M     | 26 | Jayson Papeau           | 24 ans | 2020   | 26       | 12       | 1           | 2              | 1        |             |
| MC    | 28 | Gaoussou Traoré         | 20 ans | 2018   | 7        | 2        |             |                |          |             |
| M     | 18 | Sambou Yatabaré         | 31 ans | 2021   | 4        | 2        |             | 1              | 1        |             |
| MC    | 8  | Bongani Zungu           | 27 ans | 2017   | 2        | 1        |             |                |          |             |
| A     | 19 | Chadrac Akolo           | 25 ans | 2019   | 13       | 8        | 2           |                | 1        |             |
| A     | 36 | Florian Bianchini       | 19 ans | 2020   | 16       | 1        |             |                | 2        |             |
| A     | 23 | Amadou Ciss             | 20 ans | 2020   | 21       | 10       | 3           |                | 2        |             |
| A     | 11 | Adama Diakhaby          | 23 ans | 2021   | 12       | 11       | 1           | 2              |          |             |
| AD/MD | 7  | Saman Ghoddos           | 26 ans | 2018   | 2        | 2        |             |                |          |             |
| A     | –  | Charbel Gomez           | 19 ans | 2020   | 5        | 0        |             | 1              |          |             |
| AC    | 9  | Serhou Guirassy         | 24 ans | 2019   | 1        | 1        | 1           |                |          |             |
| A     | 29 | Driss Khalid            | 21 ans | 2020   | 2        | 0        |             |                |          |             |
| AC    | 15 | Moussa Konaté           | 27 ans | 2017   | 4        | 3        |             |                |          |             |
| AC    | 14 | Jack Lahne              | 18 ans | 2019   | 4        | 0        |             |                |          |             |
| AG    | 20 | Stiven Mendoza          | 28 ans | 2018   | 14       | 13       | 4           |                | 1        |             |
| AC    | 9  | Stephen Odey (→prêt)    | 22 ans | 2020   | 28       | 16       | 6           |                | 2        |             |
| AD/MD | 11 | Juan Ferney Otero       | 25 ans | 2018   | 13       | 9        |             | 1              |          |             |
| A     | 7  | Abou Ouattara (→prêt)   | 20 ans | 2021   | 11       | 3        |             |                | 1        |             |
| AC    | 27 | Mustapha Sangaré        | 21 ans | 2020   | 3        | 0        |             |                | 1        |             |
| AC/AD | 24 | Cheick Timité           | 22 ans | 2018   | 29       | 11       | 4           |                |          |             |
| AC    | 32 | Darell Tokpa            | 19 ans | 2020   | 9        | 6        |             |                |          |             |
|       |    | contre son camp         |        |        |          |          | 1           |                |          |             |

### Transferts

#### Mercato d'été
| Joueur                  | P. | Club                 | Transfert                            |
| ----------------------- | -- | -------------------- | ------------------------------------ |
| Arrivées                |    |                      |                                      |
| Gaoussou Traoré         | M  | US Quevilly (L2)     | Retour de prêt                       |
| Cheick Timité           | A  | Paris FC (L2)        | Retour de prêt                       |
| Iron Gomis              | M  | USL Dunkerque (N1)   | Retour de prêt et intégré équipe pro |
| Jayson Papeau           | M  | FC Chambly (L2)      | Retour de prêt et intégré équipe pro |
| Chadrac Akolo           | A  | VfB Stuttgart (D1)   | Transfert définitif (3 M€)           |
| Amadou Ciss             | A  | Fortuna Sittard (D1) | Transfert (1,5 M€)                   |
| Jack Lahne              | A  | Örebro SK (D1)       | Retour de prêt                       |
| Yohann Thuram-Ulien     | G  | Le Mans FC (L2)      | Libre                                |
| Emmanuel Lomotey        | M  | Extremadura UD (D2)  | Transfert (0,5 M€)                   |
| Adam Lewis              | D  | Liverpool FC         | Prêt                                 |
| Mickaël Alphonse        | D  | Dijon Football (L1)  | Libre                                |
| Valentin Gendrey        | D  | Amiens SC rés.       | Intégré équipe pro                   |
| Nathan Monzango         | D  | Amiens SC rés.       | Intégré équipe pro                   |
| Nicholas Opoku          | D  | Udinese Calcio (D1)  | Retour de prêt                       |
| Nicholas Opoku          | D  | Udinese Calcio (D1)  | Prêt                                 |
| Molla Wagué             | D  | FC Nantes (L1)       | Prêt                                 |
| Stephen Odey            | A  | KRC Genk (D1)        | Prêt avec option d'achat             |
| Florian Bianchini       | A  | Amiens SC rés.       | Intégré équipe pro                   |
| Arnaud Lusamba          | M  | OGC Nice (L1)        | Libre                                |
| Darell Tokpa            | A  | Amiens SC rés.       | Intégré équipe pro                   |
| Rafael Bandeira Fonseca | D  | Amiens SC rés.       | Intégré équipe pro                   |
| Mustapha Sangaré        | A  | RC France (D5)       | Premier contrat                      |
| Mathis Lachuer          | M  | Amiens SC rés.       | Intégré équipe pro                   |
| Grégoire Coudert        | G  | Amiens SC rés.       | Intégré équipe pro                   |

| Joueur            | P. | Club                     | Transfert                                |
| ----------------- | -- | ------------------------ | ---------------------------------------- |
| Départs           |    |                          |                                          |
| Mathieu Dreyer    | G  | FC Lorient (L1)          | Fin de contrat                           |
| Haitam Aleesami   | D  | FK Rostov (D1)           | Libéré de son contrat                    |
| Christophe Jallet | D  | Retraite                 | Fin de contrat                           |
| Gaël Kakuta       | M  | RC Lens (D1)             | Prêt payant (1,7 M€) avec option d'achat |
| Arturo Calabresi  | D  | Bologne FC (D1)          | Retour de prêt                           |
| Fousseni Diabaté  | A  | Leicester City (D1)      | Retour de prêt                           |
| Bakaye Dibassy    | D  | Minnesota United FC (D1) | Transfert (? €)                          |
| Jordan Lefort     | D  | BSC Young Boys (D1)      | Transfert définitif (1 €)                |
| Isaac Mbenza      | A  | Huddersfield Town (D2)   | Retour de prêt                           |
| Mathieu Bodmer    | M  | Retraite                 | Fin de contrat                           |
| Quentin Cornette  | A  | Le Havre AC (L2)         | Fin de contrat                           |
| Thomas Monconduit | M  | FC Lorient (L1)          | Transfert (1,5 M€)                       |
| Madih Talal       | M  | Las Rozas CF (D3)        | Fin de contrat                           |
| Serhou Guirassy   | A  | Stade rennais FC (L1)    | Transfert (15 M€)                        |
| Saman Ghoddos     | A  | Brentford (D2)           | Prêt avec option d'achat                 |
| Aurélien Chedjou  | D  | Adana Demirspor (D2)     | Transfert (? M€)                         |
| Rafał Kurzawa     | M  | Esbjerg fB (D1)          | Retour de prêt                           |
| Rafał Kurzawa     | M  | Sans club                | Libéré de son contrat                    |
| Bongani Zungu     | M  | Rangers FC (D1)          | Prêt avec option d'achat                 |
| Moussa Konaté     | A  | Dijon FCO (L1)           | Transfert (2,4 M€)                       |
| Driss Khalid      | A  | Amiens SC rés.           | Intégré équipe pro                       |
| Driss Khalid      | A  | US Orléans (N1)          | Prêt                                     |

#### Mercato d'hiver
| Joueur          | P. | Club                   | Transfert      |
| --------------- | -- | ---------------------- | -------------- |
| Arrivées        |    |                        |                |
| Eddy Gnahoré    | M  | Wuhan Zall FC (D1)     | Retour de prêt |
| Racine Coly     | D  | OGC Nice (D1)          | Prêt           |
| Abou Ouattara   | A  | LOSC Lille (D1)        | Prêt           |
| Adama Diakhaby  | A  | Huddersfield Town (D2) | Transfert      |
| Sambou Yatabaré | M  | Sans club              | Libre          |

| Joueur            | P. | Club                    | Transfert           |
| ----------------- | -- | ----------------------- | ------------------- |
| Départs           |    |                         |                     |
| Juan Ferney Otero | A  | Club Santos Laguna (D1) | Transfert (3 M€)    |
| Adam Lewis        | D  | Liverpool FC            | Retour de prêt      |
| Saman Ghoddos     | A  | Brentford (D2)          | Transfert définitif |
| Sanasi Sy         | D  | US Salernitana (D2)     | Transfert           |
| Chadrac Akolo     | A  | SC Paderborn (D2)       | Prêt                |
| Stiven Mendoza    | A  | Ceará SC (D1)           | Transfert (700 k€)  |
| Jack Lahne        | A  | BK Häcken (D1)          | Prêt                |

## Résultats

### Ligue 2
| Maillot blanc, short blanc, chaussettes blanches |
| Entraîneur :                                     |
| Elsner                                           |

| Maillot blanc, short blanc, chaussettes blanches |
| Entraîneur :                                     |
| Elsner                                           |

| Entraîneur : |
| Elsner       |

| Entraîneur : |
| Elsner       |

| Chouaref 7e · |
| Entraîneur :  |
| Elsner        |

| Chouaref 7e · |
| Entraîneur :  |
| Elsner        |

| Entraîneur : |
| Elsner       |

| Entraîneur : |
| Elsner       |

| Entraîneur : |
| Elsner       |

| Entraîneur : |
| Elsner       |

| Maillot blanc, short blanc, chaussettes blanches |
| Entraîneur :                                     |
| Tanchot                                          |

| Maillot blanc, short blanc, chaussettes blanches |
| Entraîneur :                                     |
| Tanchot                                          |

| 7e journée – 16e               | Amiens SC | 1 – 0   | Grenoble Foot | | |
| Samedi 17 octobre 2020 19 h 00 | (Opoku ) Odey 64e | (0 – 0) |               | Stade de la Licorne, Amiens Spectateurs : 4 770 Diffuseur : Téléfoot 1 Arbitrage : Stéphanie Frappart | Stade de la Licorne, Amiens Spectateurs : 4 770 Diffuseur : Téléfoot 1 Arbitrage : Stéphanie Frappart |
| Samedi 17 octobre 2020 19 h 00 | Rapport |         |               | Stade de la Licorne, Amiens Spectateurs : 4 770 Diffuseur : Téléfoot 1 Arbitrage : Stéphanie Frappart | Stade de la Licorne, Amiens Spectateurs : 4 770 Diffuseur : Téléfoot 1 Arbitrage : Stéphanie Frappart |
| Samedi 17 octobre 2020 19 h 00 | Gurtner - Alphonse, Opoku, Monzango (Timité, 66e), Sy - Gomis, Lomotey, Blin - Mendoza (Otero, 88e), Odey (Bianchini, 77e), Ciss | Équipes |               | Stade de la Licorne, Amiens Spectateurs : 4 770 Diffuseur : Téléfoot 1 Arbitrage : Stéphanie Frappart | Stade de la Licorne, Amiens Spectateurs : 4 770 Diffuseur : Téléfoot 1 Arbitrage : Stéphanie Frappart |

| Maillot blanc, short blanc, chaussettes blanches |

| Maillot blanc, short blanc, chaussettes blanches |

| Maillot bleu, short bleu, chaussettes bleues |

| Maillot bleu, short bleu, chaussettes bleues |

| Maillot noir, short noir, chaussettes noires |

| Maillot noir, short noir, chaussettes noires |

| Maillot blanc, short blanc, chaussettes blanches |

| Maillot blanc, short blanc, chaussettes blanches |

| Maillot blanc, short blanc, chaussettes blanches |

| Maillot blanc, short blanc, chaussettes blanches |

| Maillot blanc, short blanc, chaussettes blanches |

| Maillot blanc, short blanc, chaussettes blanches |

| Maillot noir, short noir, chaussettes noires |

| Maillot noir, short noir, chaussettes noires |

| Maillot blanc, short blanc, chaussettes blanches |

| Maillot blanc, short blanc, chaussettes blanches |

| Maillot noir, short noir, chaussettes noires |

| Maillot noir, short noir, chaussettes noires |

| Maillot blanc, short blanc, chaussettes blanches |

| Maillot blanc, short blanc, chaussettes blanches |

| Maillot blanc, short blanc, chaussettes blanches |

| Maillot blanc, short blanc, chaussettes blanches |

| Maillot blanc, short blanc, chaussettes blanches |

| Maillot blanc, short blanc, chaussettes blanches |

| Maillot blanc, short blanc, chaussettes blanches |

| Maillot blanc, short blanc, chaussettes blanches |

| Maillot blanc, short blanc, chaussettes blanches |

| Maillot blanc, short blanc, chaussettes blanches |

| Maillot blanc, short blanc, chaussettes blanches |

| Maillot blanc, short blanc, chaussettes blanches |

| Maillot noir, short noir, chaussettes noires |

| Maillot noir, short noir, chaussettes noires |

| Maillot blanc, short blanc, chaussettes blanches |

| Maillot blanc, short blanc, chaussettes blanches |

| Maillot blanc, short blanc, chaussettes blanches |

| Maillot blanc, short blanc, chaussettes blanches |

| 26e journée – 11e              | Amiens SC | 0 – 1   | FC Sochaux-Montbéliard | | |
| Samedi 20 février 2021 19 h 00 | | (0 – 0) | 65e Bédia              | Stade de la Licorne, Amiens Spectateurs : 0 (huis clos) Diffuseur : beIN Sports Max 7 Arbitrage : Abdelatif Kherradji | Stade de la Licorne, Amiens Spectateurs : 0 (huis clos) Diffuseur : beIN Sports Max 7 Arbitrage : Abdelatif Kherradji |
| Samedi 20 février 2021 19 h 00 | Rapport, Rapport |         |                        | Stade de la Licorne, Amiens Spectateurs : 0 (huis clos) Diffuseur : beIN Sports Max 7 Arbitrage : Abdelatif Kherradji | Stade de la Licorne, Amiens Spectateurs : 0 (huis clos) Diffuseur : beIN Sports Max 7 Arbitrage : Abdelatif Kherradji |
| Samedi 20 février 2021 19 h 00 | Gurtner - Gendrey (Bianchini, 78e), Opoku, Wagué, Coly - Lachuer (Timite, 70e), Lomotey, Blin - Lusamba, Odey (Ciss, 70e), Mendoza | Équipes |                        | Stade de la Licorne, Amiens Spectateurs : 0 (huis clos) Diffuseur : beIN Sports Max 7 Arbitrage : Abdelatif Kherradji | Stade de la Licorne, Amiens Spectateurs : 0 (huis clos) Diffuseur : beIN Sports Max 7 Arbitrage : Abdelatif Kherradji |

| 27e journée – 11e              | Toulouse FC                                                          | 3 – 0   | Amiens SC | | |
| Samedi 27 février 2021 15 h 00 | (Dejaeghere ) Healey 15e · Spierings 41e (pen.) · (Diarra ) Bayo 86e | (2 – 0) |           | Stadium de Toulouse, Toulouse Spectateurs : 0 (huis clos) Diffuseur : beIN Sports 3 Arbitrage : Éric Wattellier | Stadium de Toulouse, Toulouse Spectateurs : 0 (huis clos) Diffuseur : beIN Sports 3 Arbitrage : Éric Wattellier |
| Samedi 27 février 2021 15 h 00 | Rapport                                                              |         |           | Stadium de Toulouse, Toulouse Spectateurs : 0 (huis clos) Diffuseur : beIN Sports 3 Arbitrage : Éric Wattellier | Stadium de Toulouse, Toulouse Spectateurs : 0 (huis clos) Diffuseur : beIN Sports 3 Arbitrage : Éric Wattellier |
| Samedi 27 février 2021 15 h 00 |                                                                      | Équipes | (, e)     | Stadium de Toulouse, Toulouse Spectateurs : 0 (huis clos) Diffuseur : beIN Sports 3 Arbitrage : Éric Wattellier | Stadium de Toulouse, Toulouse Spectateurs : 0 (huis clos) Diffuseur : beIN Sports 3 Arbitrage : Éric Wattellier |

| 28e journée – 11e         | Amiens SC | 1 – 1   | AJ auxerroise          | | |
| Mardi 2 mars 2021 20 h 00 | (Diakhaby ) Lomotey 29e | (1 – 1) | 12e Le Bihan (Lloris ) | Stade de la Licorne, Amiens Spectateurs : 0 (huis clos) Diffuseur : beIN Sports Max 6 Arbitrage : Romain Lissorgue | Stade de la Licorne, Amiens Spectateurs : 0 (huis clos) Diffuseur : beIN Sports Max 6 Arbitrage : Romain Lissorgue |
| Mardi 2 mars 2021 20 h 00 | Rapport |         |                        | Stade de la Licorne, Amiens Spectateurs : 0 (huis clos) Diffuseur : beIN Sports Max 6 Arbitrage : Romain Lissorgue | Stade de la Licorne, Amiens Spectateurs : 0 (huis clos) Diffuseur : beIN Sports Max 6 Arbitrage : Romain Lissorgue |
| Mardi 2 mars 2021 20 h 00 | Gurtner - Opoku, Lomotey, Gendrey - Alphonse, Gomis (Timité, 83e), Blin , Coly - Diakhaby (Lachuer, 83e), Odey (Ouattara, 75e), Lusamba | Équipes |                        | Stade de la Licorne, Amiens Spectateurs : 0 (huis clos) Diffuseur : beIN Sports Max 6 Arbitrage : Romain Lissorgue | Stade de la Licorne, Amiens Spectateurs : 0 (huis clos) Diffuseur : beIN Sports Max 6 Arbitrage : Romain Lissorgue |

| 29e journée – 13e           | Clermont Foot | reporté | Amiens SC |                                                              |                                                              |
| Samedi 13 mars 2021 20 h 00 |               |         |           | Stade Gabriel-Montpied, Clermont Diffuseur : beIN Sports Max | Stade Gabriel-Montpied, Clermont Diffuseur : beIN Sports Max |

| Maillot blanc, short blanc, chaussettes blanches |

| Maillot blanc, short blanc, chaussettes blanches |

| 31e journée – e             | USL Dunkerque | reporté | Amiens SC |                                                            |                                                            |
| Samedi 3 avril 2021 20 h 00 |               | (–)     |           | Stade Marcel-Tribut, Dunkerque Diffuseur : beIN Sports Max | Stade Marcel-Tribut, Dunkerque Diffuseur : beIN Sports Max |
| Samedi 3 avril 2021 20 h 00 | [ Rapport]    |         |           | Stade Marcel-Tribut, Dunkerque Diffuseur : beIN Sports Max | Stade Marcel-Tribut, Dunkerque Diffuseur : beIN Sports Max |

| 32e journée – 10e              | Amiens SC | 1 – 0            | Rodez Football | | |
| Dimanche 11 avril 2021 19 h 00 | (Diakhaby ) Timité 60e | (0 – 0)          |                | Stade de la Licorne, Amiens Spectateurs : 0 (huis clos) Diffuseur : beIN Sports Max 4 Arbitrage : Abdelatif Kherradji | Stade de la Licorne, Amiens Spectateurs : 0 (huis clos) Diffuseur : beIN Sports Max 4 Arbitrage : Abdelatif Kherradji |
| Dimanche 11 avril 2021 19 h 00 | | Rapport, Rapport | 90+5e Henry ·  | Stade de la Licorne, Amiens Spectateurs : 0 (huis clos) Diffuseur : beIN Sports Max 4 Arbitrage : Abdelatif Kherradji | Stade de la Licorne, Amiens Spectateurs : 0 (huis clos) Diffuseur : beIN Sports Max 4 Arbitrage : Abdelatif Kherradji |
| Dimanche 11 avril 2021 19 h 00 | Gurtner - Opoku (Monzango, 79e), Wagué, Gendrey - Alphonse, Yatabaré (Gomis, 45e MT), Blin , Coly (Papeau, 86e) - Diakhaby (Bianchini, 86e), Timité (Ouattara, 66e), Lusamba | Équipes          |                | Stade de la Licorne, Amiens Spectateurs : 0 (huis clos) Diffuseur : beIN Sports Max 4 Arbitrage : Abdelatif Kherradji | Stade de la Licorne, Amiens Spectateurs : 0 (huis clos) Diffuseur : beIN Sports Max 4 Arbitrage : Abdelatif Kherradji |

| 29e journée – 11e             | Clermont Foot                                                           | 3 – 0   | Amiens SC | | |
| Mercredi 7 avril 2021 19 h 00 | (Magnin ) Dossou 7e · (Allevinah ) Bayo 70e · (Berthomier ) Gastien 86e | (1 – 0) | | Stade Gabriel-Montpied, Clermont Spectateurs : 0 (huis clos) Diffuseur : beIN Sports 2 Arbitrage : Gaël Angoula | Stade Gabriel-Montpied, Clermont Spectateurs : 0 (huis clos) Diffuseur : beIN Sports 2 Arbitrage : Gaël Angoula |
| Mercredi 7 avril 2021 19 h 00 | Rapport                                                                 |         | | Stade Gabriel-Montpied, Clermont Spectateurs : 0 (huis clos) Diffuseur : beIN Sports 2 Arbitrage : Gaël Angoula | Stade Gabriel-Montpied, Clermont Spectateurs : 0 (huis clos) Diffuseur : beIN Sports 2 Arbitrage : Gaël Angoula |
| Mercredi 7 avril 2021 19 h 00 |                                                                         | Équipes | Gurtner - Gendrey, Wagué, Monzango (Tokpa, 75e) - Alphonse, Gomis, Blin (Lachuer, 75e), Coly (Bianchini, 64e) - Diakhaby (Papeau, 76e), Timité (Ouattara, 64e), Lusamba | Stade Gabriel-Montpied, Clermont Spectateurs : 0 (huis clos) Diffuseur : beIN Sports 2 Arbitrage : Gaël Angoula | Stade Gabriel-Montpied, Clermont Spectateurs : 0 (huis clos) Diffuseur : beIN Sports 2 Arbitrage : Gaël Angoula |

| 33e journée – 11e            | FC Chambly                                          | 2 – 0   | Amiens SC | | |
| Samedi 17 avril 2021 20 h 00 | (Delos ) Petković 31e · (Soubervie ) Doucouré 45+4e | (2 – 0) | | Stade Walter Luzi, Chambly Spectateurs : 0 (huis clos) Diffuseur : beIN Sports 2 (multiplex) Arbitrage : Arnaud Baert | Stade Walter Luzi, Chambly Spectateurs : 0 (huis clos) Diffuseur : beIN Sports 2 (multiplex) Arbitrage : Arnaud Baert |
| Samedi 17 avril 2021 20 h 00 | Rapport, Rapport                                    |         | | Stade Walter Luzi, Chambly Spectateurs : 0 (huis clos) Diffuseur : beIN Sports 2 (multiplex) Arbitrage : Arnaud Baert | Stade Walter Luzi, Chambly Spectateurs : 0 (huis clos) Diffuseur : beIN Sports 2 (multiplex) Arbitrage : Arnaud Baert |
| Samedi 17 avril 2021 20 h 00 |                                                     | Équipes | Thuram-Ulien - Wagué (Timité, 30e), Lomotey, Gendrey (Coly, 45e MT) - Bandeira Fonseca (Bianchini, 45e MT), Blin , Lachuer, Alphonse - Gomis (Odey, 77e), Lusamba, Diakhaby (Papeau, 69e) | Stade Walter Luzi, Chambly Spectateurs : 0 (huis clos) Diffuseur : beIN Sports 2 (multiplex) Arbitrage : Arnaud Baert | Stade Walter Luzi, Chambly Spectateurs : 0 (huis clos) Diffuseur : beIN Sports 2 (multiplex) Arbitrage : Arnaud Baert |

| 34e journée – 9e            | Amiens SC | 3 – 1   | Valenciennes FC      | | |
| Mardi 20 avril 2021 20 h 00 | Lusamba 64e (pen.) · Alphonse 90+2e · (Gomez ) Odey 90+4e                                                                                     | (0 – 0) | 90+1e (pen.) Cuffaut | Stade de la Licorne, Amiens Spectateurs : 0 (huis clos) Diffuseur : beIN Sports 1 (multiplex) Arbitrage : Benjamin Lepaysant | Stade de la Licorne, Amiens Spectateurs : 0 (huis clos) Diffuseur : beIN Sports 1 (multiplex) Arbitrage : Benjamin Lepaysant |
| Mardi 20 avril 2021 20 h 00 | Rapport, Rapport |         |                      | Stade de la Licorne, Amiens Spectateurs : 0 (huis clos) Diffuseur : beIN Sports 1 (multiplex) Arbitrage : Benjamin Lepaysant | Stade de la Licorne, Amiens Spectateurs : 0 (huis clos) Diffuseur : beIN Sports 1 (multiplex) Arbitrage : Benjamin Lepaysant |
| Mardi 20 avril 2021 20 h 00 | Thuram-Ulien - Alphonse, Lomotey, Monzango, Coly - Gomis, Lachuer, Blin - Diakhaby (Gomez, 73e), Ouattara (Odey, 72e), Lusamba (Ouhatti, 87e) | Équipes |                      | Stade de la Licorne, Amiens Spectateurs : 0 (huis clos) Diffuseur : beIN Sports 1 (multiplex) Arbitrage : Benjamin Lepaysant | Stade de la Licorne, Amiens Spectateurs : 0 (huis clos) Diffuseur : beIN Sports 1 (multiplex) Arbitrage : Benjamin Lepaysant |

| 35e journée – 9e             | AC ajaccien                                        | 2 – 2            | Amiens SC | | |
| Samedi 24 avril 2021 20 h 00 | Courtet 39e (pen.) · (Marchetti ) Moussiti-Oko 48e | (1 – 1)          | 25e Timité ( Papeau) · 90+3e Diakhaby | Stade François-Coty, Ajaccio Spectateurs : 0 (huis clos) Diffuseur : beIN Sports 2 (multiplex) Arbitrage : Karim Abed | Stade François-Coty, Ajaccio Spectateurs : 0 (huis clos) Diffuseur : beIN Sports 2 (multiplex) Arbitrage : Karim Abed |
| Samedi 24 avril 2021 20 h 00 | Moussiti-Oko 61e                                   | Rapport, Rapport | | Stade François-Coty, Ajaccio Spectateurs : 0 (huis clos) Diffuseur : beIN Sports 2 (multiplex) Arbitrage : Karim Abed | Stade François-Coty, Ajaccio Spectateurs : 0 (huis clos) Diffuseur : beIN Sports 2 (multiplex) Arbitrage : Karim Abed |
| Samedi 24 avril 2021 20 h 00 |                                                    | Équipes          | Thuram-Ulien - Gendrey, Lomotey, Monzango (Blin, 78e), Coly - Gomis (Lusamba, 70e), Lachuer (Gomez, 78e), Timité - Ouattara (Alphonse, 78e), Odey (Diakhaby, 70e), Papeau | Stade François-Coty, Ajaccio Spectateurs : 0 (huis clos) Diffuseur : beIN Sports 2 (multiplex) Arbitrage : Karim Abed | Stade François-Coty, Ajaccio Spectateurs : 0 (huis clos) Diffuseur : beIN Sports 2 (multiplex) Arbitrage : Karim Abed |

| 31e journée – 9e               | USL Dunkerque            | 1 – 1   | Amiens SC | | |
| Mercredi 28 avril 2021 19 h 00 | (Tchokounté ) Kebbal 47e | (0 – 1) | 23e Papeau ( Coly) | Stade Marcel-Tribut, Dunkerque Spectateurs : 0 (huis clos) Diffuseur : beIN Sports 1 Arbitrage : Mathieu Vernice | Stade Marcel-Tribut, Dunkerque Spectateurs : 0 (huis clos) Diffuseur : beIN Sports 1 Arbitrage : Mathieu Vernice |
| Mercredi 28 avril 2021 19 h 00 | Rapport, Rapport         |         | | Stade Marcel-Tribut, Dunkerque Spectateurs : 0 (huis clos) Diffuseur : beIN Sports 1 Arbitrage : Mathieu Vernice | Stade Marcel-Tribut, Dunkerque Spectateurs : 0 (huis clos) Diffuseur : beIN Sports 1 Arbitrage : Mathieu Vernice |
| Mercredi 28 avril 2021 19 h 00 |                          | Équipes | Coudert - Alphonse, Lomotey, Gendrey, Coly - Lusamba, Blin - Diakhaby (Gomez, 82e), Timité (Gomis, 58e), Papeau (Lachuer, 71e) - Odey (Ouattara, 70e) | Stade Marcel-Tribut, Dunkerque Spectateurs : 0 (huis clos) Diffuseur : beIN Sports 1 Arbitrage : Mathieu Vernice | Stade Marcel-Tribut, Dunkerque Spectateurs : 0 (huis clos) Diffuseur : beIN Sports 1 Arbitrage : Mathieu Vernice |

| 36e journée – 10e           | Amiens SC | 0 – 3   | En Avant de Guingamp                                           | | |
| Samedi 1er mai 2021 20 h 00 | | (0 – 2) | 8e M'Changama ( Gomis) · 33e M'Changama · 62e Pierrot ( Phiri) | Stade de la Licorne, Amiens Spectateurs : 0 (huis clos) Diffuseur : beIN Sports Max 5 Arbitrage : Rémi Landry | Stade de la Licorne, Amiens Spectateurs : 0 (huis clos) Diffuseur : beIN Sports Max 5 Arbitrage : Rémi Landry |
| Samedi 1er mai 2021 20 h 00 | Rapport, Rapport |         |                                                                | Stade de la Licorne, Amiens Spectateurs : 0 (huis clos) Diffuseur : beIN Sports Max 5 Arbitrage : Rémi Landry | Stade de la Licorne, Amiens Spectateurs : 0 (huis clos) Diffuseur : beIN Sports Max 5 Arbitrage : Rémi Landry |
| Samedi 1er mai 2021 20 h 00 | Coudert - Alphonse, Lomotey, Monzango, Coly - Gomis (Lachuer, 62e), Blin (Yatabaré, 85e), Lusamba - Diakhaby (Timite, 85e), Ouattara (Bianchini, 63e), Papeau (Odey, 57e) | Équipes |                                                                | Stade de la Licorne, Amiens Spectateurs : 0 (huis clos) Diffuseur : beIN Sports Max 5 Arbitrage : Rémi Landry | Stade de la Licorne, Amiens Spectateurs : 0 (huis clos) Diffuseur : beIN Sports Max 5 Arbitrage : Rémi Landry |

| 37e journée – 10e         | Amiens SC   | 0 – 0   | Chamois niortais FC | | |
| Samedi 8 mai 2021 20 h 00 |             | (0 – 0) |                     | Stade de la Licorne, Amiens Spectateurs : 0 (huis clos) Diffuseur : beIN Sports 2 (multiplex) Arbitrage : Jérémy Stinat | Stade de la Licorne, Amiens Spectateurs : 0 (huis clos) Diffuseur : beIN Sports 2 (multiplex) Arbitrage : Jérémy Stinat |
| Samedi 8 mai 2021 20 h 00 | Lusamba 14e | Rapport |                     | Stade de la Licorne, Amiens Spectateurs : 0 (huis clos) Diffuseur : beIN Sports 2 (multiplex) Arbitrage : Jérémy Stinat | Stade de la Licorne, Amiens Spectateurs : 0 (huis clos) Diffuseur : beIN Sports 2 (multiplex) Arbitrage : Jérémy Stinat |

| 38e journée – 10e          | AS Nancy lorraine                       | 2 – 2   | Amiens SC                         | | |
| Samedi 15 mai 2021 20 h 00 | Wooh 60e 90+3e (Rocha Santos ) (Bassi ) | (0 – 1) | 45e 46e Odey (Yatabaré ) (Gomis ) | Stade Marcel-Picot, Nancy Spectateurs : 0 (huis clos) Diffuseur : beIN Sports 2 (multiplex) Arbitrage : Sylvain Palhies | Stade Marcel-Picot, Nancy Spectateurs : 0 (huis clos) Diffuseur : beIN Sports 2 (multiplex) Arbitrage : Sylvain Palhies |
| Samedi 15 mai 2021 20 h 00 | Rapport                                 |         |                                   | Stade Marcel-Picot, Nancy Spectateurs : 0 (huis clos) Diffuseur : beIN Sports 2 (multiplex) Arbitrage : Sylvain Palhies | Stade Marcel-Picot, Nancy Spectateurs : 0 (huis clos) Diffuseur : beIN Sports 2 (multiplex) Arbitrage : Sylvain Palhies |

### Coupe de France
| Maillot blanc, short blanc, chaussettes blanches |

| Maillot blanc, short blanc, chaussettes blanches |

| 32e de finale                    | Amiens SC | 1 – 2   | FC Metz                        |                                                         |                                                         |
| Mercredi 10 février 2021 17 h 00 | Blin 53e | (0 – 1) | 1re Leya · 90+4e (pen.) Vagner | Stade de la Licorne, Amiens Spectateurs : 0 (huis-clos) | Stade de la Licorne, Amiens Spectateurs : 0 (huis-clos) |
| Mercredi 10 février 2021 17 h 00 | Rapport |         |                                | Stade de la Licorne, Amiens Spectateurs : 0 (huis-clos) | Stade de la Licorne, Amiens Spectateurs : 0 (huis-clos) |
| Mercredi 10 février 2021 17 h 00 | Thuram-Ulien - Opoku, Wagué, Gendrey - Bianchini, Lachuer (Gomis, 84e), Blin, Coly (Ouattara, 84e) - Mendoza (Yatabaré, 90e+1), Odey (Ciss, 66e), Lusamba | Équipes |                                | Stade de la Licorne, Amiens Spectateurs : 0 (huis-clos) | Stade de la Licorne, Amiens Spectateurs : 0 (huis-clos) |

### Matchs amicaux
| Maillot blanc, short blanc, chaussettes blanches |

| Maillot blanc, short blanc, chaussettes blanches |

| Amical 2                     | Amiens SC  | 0 – 0 | FC Chambly (L2) |  |  |
| Samedi 1er août 2020 19 h 00 |            | (–)   |                 |  |  |
| Samedi 1er août 2020 19 h 00 | [ Rapport] |       |                 |  |  |

| Amical 3                  | Amiens SC  | 1 – 2   | Valenciennes FC (L2)              |                                     |                                     |
| Mercredi 5 août 2020 18 h | Papeau 14e | (1 – 2) | 16e (csc) Gendrey · 19e Chevalier | Stade de la Licorne Spectateurs : 0 | Stade de la Licorne Spectateurs : 0 |
| Mercredi 5 août 2020 18 h | Rapport    |         |                                   | Stade de la Licorne Spectateurs : 0 | Stade de la Licorne Spectateurs : 0 |

| Amical 4                   | (L2) Stade Malherbe Caen | 2 – 1 | Amiens SC |  |  |
| Samedi 8 août 2020 18 h 00 |                          | (–)   |           |  |  |
| Samedi 8 août 2020 18 h 00 | [ Rapport]               |       |           |  |  |

| Amical 5            | Amiens SC  | 1 – 2 | ES Troyes (L2) |  |  |
| Samedi 15 août 2020 |            | (–)   |                |  |  |
| Samedi 15 août 2020 | [ Rapport] |       |                |  |  |

## Statistiques

### Temps de jeu
| G  | Grégoire Coudert        | -  | -  |    |    |    |    |    |    |    |    |    |    |    |    |    |    |    |    |    |    |    |    |    |    |    |    |    |    |    |    |    |    |    | -  | -  | -  | 90 | 90 |    |    |  |  |  |  |  |  |  |  |  |  |  |  |  |
| G  | Régis Gurtner           |    |    | 90 | 90 | 90 | 90 | 90 | 90 | 90 | 90 | 90 | 90 | 90 | 90 | 90 | 90 | 90 | 90 | 90 | 90 | -  | 90 | 90 | 90 | 90 | -  | 90 | 90 | 90 | 90 | 90 | 90 | 90 |    |    |    |    |    | 90 | 90 |  |  |  |  |  |  |  |  |  |  |  |  |  |
| G  | Yohann Thuram           | 90 | 90 | -  | -  | -  | -  | -  | -  | -  | -  | -  | -  | -  | -  | -  | -  | -  | -  | -  | -  | 90 | -  | -  | -  | -  | 90 | -  | -  | -  | -  | -  | -  | -  | 90 | 90 | 90 | -  | -  | -  | -  |  |  |  |  |  |  |  |  |  |  |  |  |  |
| D  | Mickaël Alphonse        |    | 82 |    | 90 | 90 | 90 | 90 | 90 | 89 | 86 | 90 | 90 | 90 | 90 | 90 | 90 | 90 | 90 | 90 | 90 |    | 90 | 90 | 90 | 90 | -  | 90 |    | 90 | 90 | 90 | 90 | 90 | 90 | 90 | 12 | 90 | 90 | 90 |    |  |  |  |  |  |  |  |  |  |  |  |  |  |
| D  | Youssouf Assogba        |    |    |    |    |    |    |    |    | -  |    |    |    | 90 |    |    |    | 30 | 19 | 90 | 69 | -  | 90 | -  | 29 | 65 |    | -  | -  |    | -  |    |    |    |    |    |    |    |    |    | 90 |  |  |  |  |  |  |  |  |  |  |  |  |  |
| D  | Rafael Fonseca Bandeira |    |    |    |    |    |    |    |    |    |    |    |    |    |    |    |    | -  |    |    |    | 90 |    |    |    |    |    |    |    |    |    |    |    | -  | 45 | -  | -  | -  |    | 54 |    |  |  |  |  |  |  |  |  |  |  |  |  |  |
| D  | Aurélien Chedjou        |    |    |    | 90 |    |    |    |    |    |    |    |    |    |    |    |    |    |    |    |    |    |    |    |    |    |    |    |    |    |    |    |    |    |    |    |    |    |    |    |    |  |  |  |  |  |  |  |  |  |  |  |  |  |
| D  | Racine Coly             |    |    |    |    |    |    |    |    |    |    |    |    |    |    |    |    |    |    |    |    |    |    | 90 | 61 | 25 | 84 | 90 | 90 | 65 | 90 | 89 | 86 | 64 | 45 | 90 | 90 | 90 | 90 |    |    |  |  |  |  |  |  |  |  |  |  |  |  |  |
| D  | Prince-Désir Gouano     |    |    |    |    |    |    |    |    |    |    |    |    |    |    |    |    |    |    |    |    |    |    |    |    |    |    |    |    |    |    |    |    |    |    |    |    |    |    |    |    |  |  |  |  |  |  |  |  |  |  |  |  |  |
| D  | Valentin Gendrey        | 90 | -  | 79 |    |    |    |    |    |    | -  | 20 |    |    | -  | -  | 27 | 90 | -  | 90 | 90 |    | 45 | 90 | 90 | -  | 90 | -  | 78 | 45 | 90 | -  | 90 | 90 | 45 |    | 90 | 90 | -  | 90 | 90 |  |  |  |  |  |  |  |  |  |  |  |  |  |
| D  | Adam Lewis              | 75 | 90 | 90 | 90 | 90 | 8  | -  | 1  | 8  | 64 |    |    |    |    |    |    |    |    |    |    |    |    |    |    |    |    |    |    |    |    |    |    |    |    |    |    |    |    |    |    |  |  |  |  |  |  |  |  |  |  |  |  |  |
| D  | Nathan Monzango         | 90 | 90 | 90 | -  | -  |    | 66 |    |    |    | 70 | 74 | -  | 90 | 90 | 90 | 90 | 71 | -  | -  | 90 | -  |    | 61 | -  |    |    |    |    | -  |    | 11 | 75 |    | 90 | 78 | -  | 90 | 36 | 90 |  |  |  |  |  |  |  |  |  |  |  |  |  |
| D  | Nicholas Opoku          |    | 90 | 90 | 90 | 90 | 90 | 90 | 90 | 90 | 90 | 90 | 90 | 90 | 90 | 90 | 55 |    | 90 | 90 | 90 | 90 | 90 | 90 |    | 90 | 90 | 90 | 90 | 90 | 90 | 90 | 79 |    |    |    |    |    |    |    |    |  |  |  |  |  |  |  |  |  |  |  |  |  |
| D  | Sanasi Sy               | 15 | -  |    |    |    | 82 | 90 | 89 | 82 | 26 |    | 16 |    |    |    |    |    |    |    |    |    |    |    |    |    |    |    |    |    |    |    |    |    |    |    |    |    |    |    |    |  |  |  |  |  |  |  |  |  |  |  |  |  |
| D  | Molla Wagué             |    |    |    |    | 90 | 90 |    | 90 | 90 | 90 | 90 | 90 | 90 | 90 |    |    | 90 | 90 | 90 | 90 | 6  | 90 | 90 | 90 | 90 | 90 | 90 | 90 | 45 |    | 90 | 90 | 90 | 30 |    |    |    |    |    |    |  |  |  |  |  |  |  |  |  |  |  |  |  |
| M  | Mattheo Xantippe        |    |    |    |    |    |    |    |    |    |    |    |    |    |    |    |    |    |    |    |    |    |    |    |    |    |    |    |    |    |    |    |    |    |    |    |    |    |    |    | -  |  |  |  |  |  |  |  |  |  |  |  |  |  |
| M  | Alexis Blin             | 90 | 90 | 90 | 90 | 90 | 90 | 90 | 90 | 47 |    |    | 90 | 90 | 90 | 90 | 90 | 90 | 11 | 90 | 90 | 84 | 63 | 5  | 90 | 90 | 90 | 90 | 90 | 90 | 90 | 90 | 90 | 75 | 90 | 90 | 12 | 90 | 85 | 90 | 90 |  |  |  |  |  |  |  |  |  |  |  |  |  |
| M  | Jonathan Bumbu          |    |    |    |    |    |    |    |    |    |    |    |    |    |    |    |    |    |    |    |    | -  |    |    |    |    |    |    |    |    |    |    |    |    |    |    |    |    |    |    |    |  |  |  |  |  |  |  |  |  |  |  |  |  |
| M  | Iron Gomis              | 90 | 75 | 90 | 77 | 74 | 71 | 90 | 71 | 82 | 79 | 77 | -  | 90 | 64 |    | 90 | 90 | 90 | 90 | 69 | 90 | 74 | 85 | 29 | 65 | 6  | 79 | -  | 16 | 83 | 89 | 45 | 90 | 77 | 90 | 70 | 32 | 62 | 78 | 90 |  |  |  |  |  |  |  |  |  |  |  |  |  |
| M  | Mathis Lachuer          |    |    |    |    |    |    |    |    |    |    |    |    |    |    |    |    |    |    |    |    |    |    |    | 29 | -  | 84 | -  | 70 | -  | 7  | 1  | -  | 15 | 90 | 90 | 78 | 19 | 28 | 12 | 90 |  |  |  |  |  |  |  |  |  |  |  |  |  |
| M  | Emmanuel Lomotey        | 90 |    | 11 | 67 | 60 | 8  | 90 | 90 |    | 90 | 13 |    |    |    | 90 | 90 |    |    |    |    | 90 | 27 | 90 | 61 | 90 |    | 90 | 90 | 90 | 90 | 90 |    |    | 90 | 90 | 90 | 90 | 90 | 90 |    |  |  |  |  |  |  |  |  |  |  |  |  |  |
| M  | Arnaud Lusamba          |    |    |    |    |    |    |    | 10 | 90 | 90 | 90 | 90 |    | 86 | 90 | 90 | 90 | 90 | 90 | 90 |    | 90 | 90 | 90 | 90 | 90 | 90 | 90 | 90 | 90 | 90 | 90 | 90 | 90 | 87 | 20 | 90 | 90 | 14 |    |  |  |  |  |  |  |  |  |  |  |  |  |  |
| M  | Mohamed Ouhatti         |    |    |    |    |    |    |    |    |    |    |    |    |    |    |    |    |    |    |    |    | -  |    |    |    |    |    |    |    |    |    |    |    |    |    | 3  |    |    |    |    | 24 |  |  |  |  |  |  |  |  |  |  |  |  |  |
| M  | Jayson Papeau           | 59 | 23 | 22 | 58 | 90 | 71 |    | 10 | 1  | 64 | 2  | 6  |    |    | 12 | -  | 60 | 19 | -  | 21 | 73 | 28 | 29 |    |    |    |    |    |    |    | 7  | 4  | 14 | 21 | -  | 90 | 71 | 57 | 78 | 67 |  |  |  |  |  |  |  |  |  |  |  |  |  |
| M  | Gaoussou Traoré         |    | -  |    |    |    |    |    | -  | -  | -  | 88 | 84 | 10 | 12 | -  | -  | -  | 79 | 26 | 12 |    |    |    |    |    |    |    |    |    |    |    |    |    |    |    |    |    |    |    |    |  |  |  |  |  |  |  |  |  |  |  |  |  |
| M  | Sambou Yatabaré         |    |    |    |    |    |    |    |    |    |    |    |    |    |    |    |    |    |    |    |    |    |    |    |    |    | 1  |    |    |    |    |    | 45 |    |    |    |    |    | 5  | 12 | 66 |  |  |  |  |  |  |  |  |  |  |  |  |  |
| M  | Bongani Zungu           |    |    |    |    | 16 | 82 |    |    |    |    |    |    |    |    |    |    |    |    |    |    |    |    |    |    |    |    |    |    |    |    |    |    |    |    |    |    |    |    |    |    |  |  |  |  |  |  |  |  |  |  |  |  |  |
| A  | Chadrac Akolo           | 31 | 82 | 68 |    |    |    | -  |    |    |    | 2  | 45 | 80 | 26 | 83 | -  | 30 | 79 | 64 | 90 | 6  | 62 |    |    |    |    |    |    |    |    |    |    |    |    |    |    |    |    |    |    |  |  |  |  |  |  |  |  |  |  |  |  |  |
| A  | Florian Bianchini       |    |    |    | 32 |    |    | 13 |    | 8  |    |    |    | 20 | 3  | 7  |    |    | 71 | -  |    | 90 | 45 | -  | -  |    | 90 | 11 | 12 | 25 |    | 1  | 4  | 26 | 45 |    |    |    | 27 |    |    |  |  |  |  |  |  |  |  |  |  |  |  |  |
| A  | Amadou Ciss             | -  | 15 |    |    | 16 | 19 | 90 | 90 | 90 | 90 | 88 | 45 | 1  | 3  | 7  | 4  | 80 |    |    | -  | 90 | 16 | 85 | 81 | 25 | 24 | -  | 20 | 65 | -  | 20 |    |    |    |    |    |    |    |    |    |  |  |  |  |  |  |  |  |  |  |  |  |  |
| A  | Adama Diakhaby          |    |    |    |    |    |    |    |    |    |    |    |    |    |    |    |    |    |    |    |    |    |    |    |    |    |    |    |    | 74 | 83 | 83 | 86 | 76 | 69 | 73 | 20 | 82 | 85 | 65 | 81 |  |  |  |  |  |  |  |  |  |  |  |  |  |
| A  | Saman Ghoddos           | 86 | 90 |    |    |    |    |    |    |    |    |    |    |    |    |    |    |    |    |    |    |    |    |    |    |    |    |    |    |    |    |    |    |    |    |    |    |    |    |    |    |  |  |  |  |  |  |  |  |  |  |  |  |  |
| A  | Charbel Gomez           |    |    |    |    |    |    |    |    |    |    |    |    |    |    |    |    |    |    |    |    |    |    |    | 9  |    | -  |    |    |    |    | -  |    |    |    | 17 | 12 | 8  |    | -  | 9  |  |  |  |  |  |  |  |  |  |  |  |  |  |
| A  | Serhou Guirassy         | 75 |    |    |    |    |    |    |    |    |    |    |    |    |    |    |    |    |    |    |    |    |    |    |    |    |    |    |    |    |    |    |    |    |    |    |    |    |    |    |    |  |  |  |  |  |  |  |  |  |  |  |  |  |
| A  | Driss Khalid            | 4  |    | -  | 23 |    |    |    |    |    |    |    |    |    |    |    |    |    |    |    |    |    |    |    |    |    |    |    |    |    |    |    |    |    |    |    |    |    |    |    |    |  |  |  |  |  |  |  |  |  |  |  |  |  |
| A  | Moussa Konaté           |    |    | 68 | 90 | 30 | 61 |    |    |    |    |    |    |    |    |    |    |    |    |    |    |    |    |    |    |    |    |    |    |    |    |    |    |    |    |    |    |    |    |    |    |  |  |  |  |  |  |  |  |  |  |  |  |  |
| A  | Jack Lahne              | 5  | 8  | 22 | 14 | -  |    | -  |    |    |    |    |    |    |    |    |    |    |    |    |    |    |    |    |    |    |    |    |    |    |    |    |    |    |    |    |    |    |    |    |    |  |  |  |  |  |  |  |  |  |  |  |  |  |
| A  | Stiven Mendoza          |    |    | 45 |    |    | 90 | 88 | 80 | 90 | 90 | 90 | 90 | 89 | 87 |    | 86 |    |    |    |    |    |    |    |    | 90 | 89 | 90 | 90 |    |    |    |    |    |    |    |    |    |    |    |    |  |  |  |  |  |  |  |  |  |  |  |  |  |
| A  | Stephen Odey            |    |    | 45 | 76 | 74 | 29 | 77 | -  |    | 4  |    | 30 | 70 | 87 | 83 | 63 | 60 |    |    | 33 | 84 | 74 | 61 | 75 | 29 | 66 | 79 | 70 | 16 | 75 |    |    |    | 13 | 18 | 70 | 70 | 33 | 25 | 81 |  |  |  |  |  |  |  |  |  |  |  |  |  |
| A  | Juan Ferney Otero       | 85 | 90 | 45 | 13 | 74 | -  | 2  | 80 | 64 | 11 | -  |    | 10 | 78 | 78 | 90 |    |    |    |    |    |    |    |    |    |    |    |    |    |    |    |    |    |    |    |    |    |    |    |    |  |  |  |  |  |  |  |  |  |  |  |  |  |
| A  | Abou Ouattara           |    |    |    |    |    |    |    |    |    |    |    |    |    |    |    |    |    |    |    |    |    |    |    |    |    | 6  | 11 | -  | 25 | 15 |    | 24 | 26 | -  | 72 | 78 | 20 | 63 | 25 | 23 |  |  |  |  |  |  |  |  |  |  |  |  |  |
| A  | Mustapha Sangaré        |    |    |    |    |    |    |    |    |    |    |    |    |    |    |    |    | 10 | 19 | 20 |    | 17 |    |    |    |    |    |    |    |    |    |    |    |    |    |    |    |    |    |    |    |  |  |  |  |  |  |  |  |  |  |  |  |  |
| A  | Cheick Timité           | 15 | 67 | 45 | -  | 16 | 19 | 24 | 19 | 26 | 26 | 20 | -  | 80 | 4  | 58 | -  | -  | 11 | -  | 9  |    | 16 | 5  |    | -  | -  |    | 20 | 74 | 7  | 70 | 66 | 64 | 60 | -  | 90 | 58 | 5  | 65 | 9  |  |  |  |  |  |  |  |  |  |  |  |  |  |
| A  | Darell Tokpa            |    |    |    |    |    |    |    |    |    |    | 70 | 60 | -  |    | 32 |    |    | 71 | 70 | 57 |    |    | -  | 15 | 71 |    |    |    |    |    |    |    | 15 |    |    |    |    |    |    | -  |  |  |  |  |  |  |  |  |  |  |  |  |  |
| P. | Joueur                  | 1  | 2  | 3  | 4  | 5  | 6  | 7  | 8  | 9  | 10 | 11 | 12 | 13 | 14 | 15 | 16 | 17 | 18 | 19 | 20 | F1 | 21 | 22 | 23 | 24 | F2 | 25 | 26 | 27 | 28 | 30 | 32 | 29 | 33 | 34 | 35 | 31 | 36 | 37 | 38 |  |  |  |  |  |  |  |  |  |  |  |  |  |

|    | Non présent dans l'effectif                         |
|    | Suspendu                                            |
|    | Blessé, malade, convalescent ou en phase de reprise |
|    | En sélection                                        |
| 70 | Expulsé                                             |